# Nils-Ole Lund
Nils-Ole Lund (født 20. august 1930 i Ribe, død 2. januar 2021) var en dansk arkitekt, rektor og professor.

## Uddannelse
Hans far var rektor Erik Lund. Han blev student 1948 fra Fredericia Gymnasium og tog afgang fra Kunstakademiets Arkitektskole 1953. Lund boede i Norge 1955-73, studerede hos Arne Korsmo og Knut Knutsen i Oslo 1955-56, opholdt sig hos Lennart Tham i Stockholm 1956, drev egen tegnestue i Skedsmo 1965-73 og var sammen med Leif Olav Moen arkitekt for det historisk-filosofiske fakultet ved Oslo Universitet. Desuden var Lund arkitekt for den nye bydel Skjetten (no) uden for Oslo. I årene 1955-68 gennemførte han studierejser til Jugoslavien og Grækenland (1957), Japan og Rusland (1962), USA (1967 og 1976), Ægypten, Ghana og de fleste europæiske lande.

## Karriere
Han var docent ved arkitektafdelingen på Norges tekniske højskole 1963-65. 1965 blev han professor ved arkitektskolen i Aarhus og var arkitektskolens rektor fra 1972 til 1985.
Lund var også gæsteprofessor ved arkitektskolen ved Washington University, Saint Louis, USA 1976 og præsident for Den europæiske Arkitektskoleforening 1987-91.
Nils-Ole Lund var arkitekturanmelder ved Arkitekten, Arkitektur og Byggekunst, formand for redaktionsudvalget for Arkitekten fra 1989 og medlem af planlægningsrådet for den højere uddannelse. Han skrev en række bøger om den skandinaviske arkitekturtradition og dens arkitekter og om arkitekturteori.

## Hæder
Han modtog C.F. Hansens Præmie 1959, Lars Backers Legat 1962, Herm. M. Schirmers Legat 1962 og blev æresdoktor ved Lunds Universitet 1995. 2001 modtog han N.L. Høyen Medaljen, og kom fra 2012 på finansloven.

## Privatliv
Lund blev 1. juni 1968 gift med cand.mag. Anne Siri Bryhni.
Nils-Ole Lund er begravet ved Høsterkøb Kirke.

## Forfatterskab
- Teoridannelser i arkitekturen, 1970.
- Bybygning, 1982.
- Collage Architecture, 1990.
- Nordisk arkitektur, 1991, 3. udgave 2008 (også engelsk udgave)
- Arkitekt Henning Larsen 1996.
- Bygmesteren C.F. Møller, 1998.
- Arkitekturteorier siden 1945, 2001, 4. udgave af Teoridannelser i arkitekturen

Desuden adskillige faglige artikler